# Moderna försvaret
Den här artikeln använder algebraisk schacknotation för att beskriva schackdragen.
Moderna försvaret är en schacköppning som definieras av dragen:
1. e4 g6
Moderna försvaret är nära besläktat med jugoslaviskt parti. Skillnaden är att svart väntar med att utveckla springaren till f6 vilket ger vit möjligheten att spela c4 (ofta med övergång till kungsindiskt försvar) eller c3 (för att täppa till den långa diagonalen). Om svart fortsätter med ...d6 och ..Sf6 kan partiet gå över i jugoslaviskt. 
Tiger Hillarp Persson har skrivit flera böcker om moderna försvaret.

## Varianter
Spelet fortsätter normalt 2.d4 Lg7 och sen kan vit välja mellan:
- 3.Sc3 d6 (eller 3...c6 4.Sf3 d5) och de vanligaste fortsättningarna är 4.f4 Sf6, 4.Le3 a6 och 4.Sf3 Sf6, i de flesta fall med övergång till en jugoslavisk variant. Hillarp Perssons rekommendation är 4.f4 a6 med skarpt spel.

- 3.Sf3 d6 4.c3 (4.Lc4 Sf6 eller 4.Le2 Sf6 leder till jugoslaviskt) 4...Sf6 5.Ld3 0–0 6.0–0.

- 3.c4 d6 4.Sc3 kallas Averbachsystemet (efter Jurij Averbach). Det leder för det mesta till kungsindiskt efter 4...Sf6.

Svart kan ocksä välja andra, ovanligare, varianter:
- I flodhästen ligger svart lågt i vattnet och utvecklar sig med alla pjäserna på de första raderna, ofta med löpare på b7 och g7, och springare på d7 och e7. Det ser mycket passivt ut men det är inte helt enkelt för vit att bryta igenom. Boris Spasskij använde detta i två partier i VM-matchen 1966 mot Tigran Petrosian.[1][2]

- Nordsjöförsvaret, eller norskt försvar, fortsätter 2.d4 Sf6 3.e5 Sh5. Om vit spelar 4.g4 så backar springaren till g7. Magnus Carlsen överraskade Michael Adams med nordsjöförsvaret i schackolympiaden 2010. Adams valde i stället 4.Le2 och vann partiet.[3]

## Partiexempel
Vit: Judit Polgar
Svart: Aleksej Sjirov
1.e4 g6 2.d4 Lg7 3.Sc3 c6 4.Lc4 d6 5.Df3 e6 6.Sge2 b5 7.Lb3 a5 8.a3 La6 9.d5 cxd5 10.exd5 e5 11.Se4 Dc7 12.c4 bxc4 13.La4 Sd7 14.S2c3 Ke7 15.Sxd6 Dxd6 16.Se4 Txd5 17.Lg5 Sdf6 18.Td1 Db7 19.Td7 Dxd7 20.Lxd7 h6 21.Dd1 1-0